# Waltersdorf
Waltersdorf este o localitate cu 1.380 loc. care aparține de comuna Großschönau din munții Zittauer, Saxonia, Germania.